# مالیق
مالیق (به لاتین: Maliq) یک شهرک در آلبانی است که در شهرستان کورچه واقع شده‌است.